# Simon Bornmeister

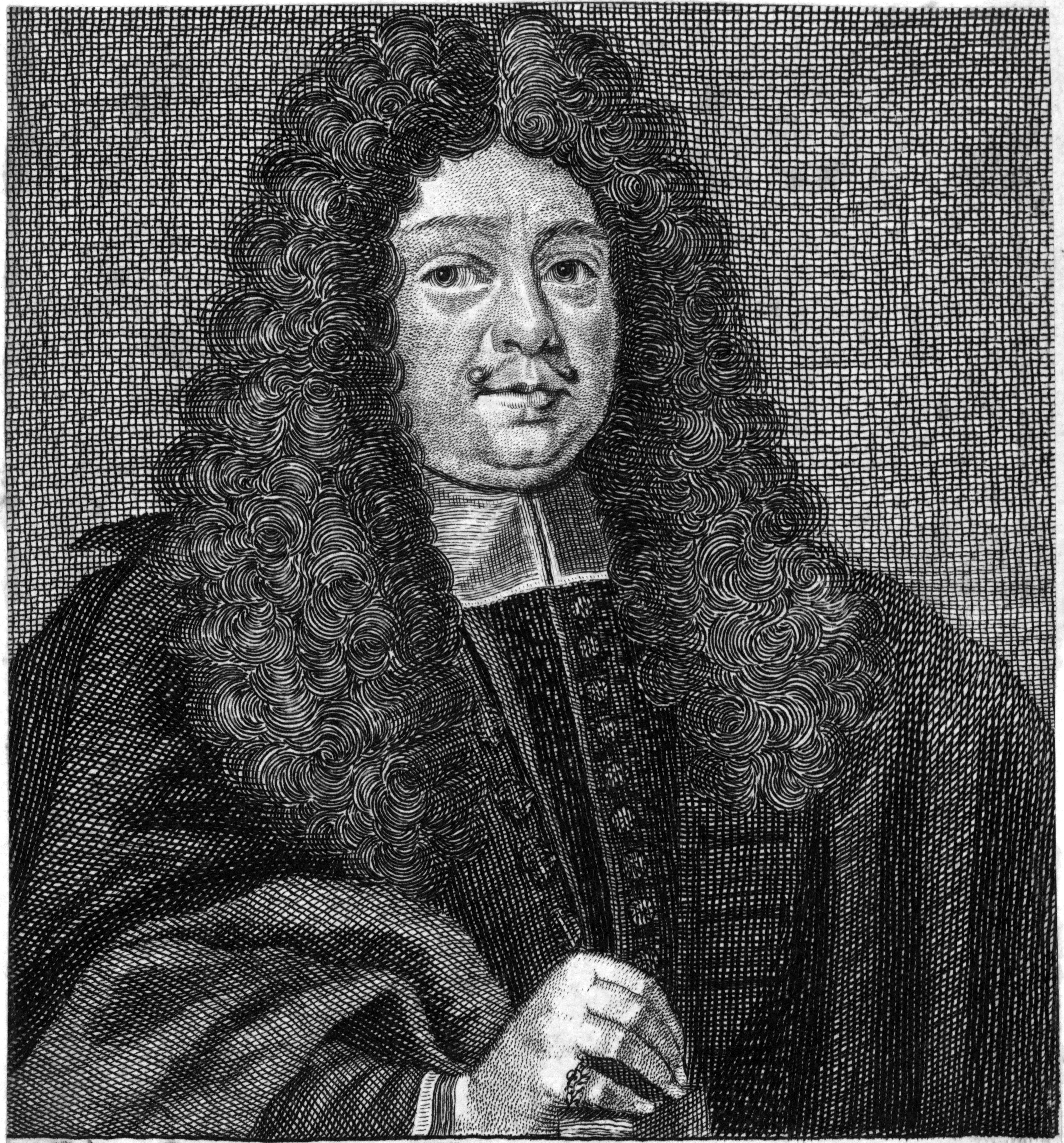
Simon Bornmeister

Simon Bornmeister (* 31. Mai 1632 in Nürnberg; † 8. Dezember 1688 ebenda) war ein deutscher lutherischer Theologe und Dichter von Kirchenliedern.

## Leben
Nach dem Magisterexamen 1654 an der Universität Altdorf war er an mehreren Schulen seiner Heimatstadt Nürnberg als Lehrer tätig. Er war unter anderem Rektor der Spitalschule. 1683 wechselte er an die Sebalderschule. 1687 wurde er Professor der Geschichte am Egidiengymnasium.
Bornmeister war gekröntes Mitglied des Pegnesischen Blumenordens. Er gab 80 geistliche Lieder heraus, die teilweise bis ins 19. Jahrhundert hinein in Gottesdiensten präsent waren.

## Werke
- Caesareologia metrica h.e. compendiosa romanorum imperatorum. Nürnberg 1666 (Digitalisat in der Google-Buchsuche).
- Poetischer Andachtsklang. 1673.
- Rauch-Opffer Geistlicher Lieder-Andacht. 1674 (Digitalisat).
- Welt-betrachtender Abschied … Nürnberg 1684 (Digitalisat in der Google-Buchsuche).
- Neu-eröffneter Schau-Platz, Der von C. J. Caesare, bis auf jetzt regirenden LEOPOLDUM, Römisch-Teutschen, wie auch Morgenländischer Kaiser, Auf welchem nach der Jahr-hundert-Ordnung nebens allerhand Politisch und anderen nothwendigen Discursen dero Lebens-Verrichtungen fürstellig gemacht und dabey sowol vielfältig der alten Teutschen als auch andere merckwürdige Begebenheiten eingeführet werden. Nürnberg 1678 (Digitalisat in der Google-Buchsuche).
- Geistlicher Liederblumenstrauß. 1685.
- Schau-Platz der Römisch-Teutschen Käyser aufwelchem von C. J. Caesare bis auf jetzt regirenden LEOPOLDUM I. Deren Lebens-Lauff und merckwürdige Verrichtungen nunmehr zum dritten mal verbessert und vermehret fürgestellet werden. Nürnberg 1685 (Digitalisat in der Google-Buchsuche).